# Rocchenere
Rocchenere (Rocchiniuri in siciliano) è la maggiore delle due frazioni del comune di Pagliara, comune italiano della città metropolitana di Messina. Conta 701 abitanti.
Si trova ad 800–900 m dalla Strada statale 114 Orientale Sicula che attraversa il centro del contiguo comune di Roccalumera, sulle pendici di una collina presso il torrente Pagliara, chiusa verso nord dalla "Timpa Nira", un rilievo costituito quasi interamente di grafite che ripara l'abitato e lo separa dai monti Peloritani.

## Storia
Le origini della località non sono note; sembra comunque plausibile ipotizzare che il nucleo abitato si sia formato in maniera progressiva a partire dalla seconda metà del XIX secolo.

## Monumenti e luoghi d'interesse
Nel paese si trovano la chiesa di Santa Lucia, di recente costruzione, posta verso la fine dell'abitato (in direzione Mandanici), che ne costituisce la parrocchia, e la più antica chiesa di San Francesco, in origine cappella gentilizia dei principi di Santa Margherita, oggetto di profondi rimaneggiamenti e probabilmente restaurata nel 1899.

## Feste e manifestazioni
- Festa di Santa Lucia, celebrata in agosto nonostante la ricorrenza cada il 13 dicembre.
- Festa di San Francesco di Paola, in onore dell'antico patrono paesano.

## Economia
Vi si pratica la coltivazioni degli agrumi (limoni ed arance) e delle olive. La vicinanza con il mare favorisce il turismo estivo.

## Sport
Nel centro abitato hanno sede una squadra di calcio, la Real Rocchenere, militante nel campionato di Prima Categoria siciliana e una, omonima, di calcio a 5, militante nel campionato di Serie D.